# Wahlen 1915
◄◄ | ◄ | 1911 | 1912 | 1913 | 1914 | Wahlen 1915 | 1916 | 1917 | 1918 | 1919 | ► | ►►

Weitere Ereignisse
Eine Auswahl von Wahlen, die im Jahre 1915 stattfanden:
- In Dänemark die Folketingswahl 1915
- Im Mai in Griechenland Parlamentswahlen
- Im Dezember in Griechenland Parlamentswahlen
- In Norwegen Parlamentswahlen
- Am 13. Juni in Portugal Parlamentswahlen
- Am 20. Oktober in Südafrika Allgemeine Wahlen
- Am 22. Mai fand im australischen Queensland die Wahl zur Queensland Legislative Assembly 1915 statt
- 2. November: Gouverneurswahl in Massachusetts 1915